# Kotkompression
Kotkompression är en vanlig typ av fraktur (benbrott) vid benskörhet, som kan ske spontant (utan yttre påverkan) eller efter lättare trauma (exempelvis fall på rumpan). I Sverige drabbas minst 15 000 personer varje år av kotkompression.
Kotkompression kan medföra långvarig smärta, och om personen drabbats av flera kotkompressioner kan detta leda till en påtaglig kutryggighet (kyfos). Kyfosen kan i värsta fall leda till att de nedre revbenen på framsidan av kroppen trycker mot inre organ, vilket kan påverka lungor och/eller mag- och tarmsystemet.
Diagnostiken består av klinisk undersökning, distalstatus i benen (kontroll av motorik, sensorik och cirkulation för att upptäcka eventuella kärl- och nervskador) och eventuell röntgen. En magnetkameraundersökning kan utföras för att utesluta skelettmetastaserad cancer.
Behandlingen består av smärtbehandling, mobilisering, fysioterapi och eventuell korsett.